# Бабушка (ТВ серија)
Бабушка (енгл. Russian Doll) америчка је телевизијска серија коју су створиле Наташа Лион, Лесли Хедланд и Ејми Полер за Netflix. Прати Нађу Вулвоков (Лион), програмерку игара која више пута умире и проживљава исту ноћ у сталној временској петљи коју покушава да реши, где проналази Алана Заверија (Чарли Барнет) у истој ситуацији. Остале улоге глуме: Грета Ли, Јул Васкез, Елизабет Ешли и Клои Севињи.
Прва сезона је номинована за четири награде Еми за програм у ударном термину, међу којима најбољу хумористичку серију и најбољу главну глумицу у хумористичкој серији за Лионову. У јуну 2019. обновљена је за другу сезону, која је приказана 20. априла 2022. године.

## Премиса
Нађа стално умире и проживљава прославу свог 36. рођендана. Запевши у надреалној временској петљи, суочава се с сопственом смртношћу.

## Улоге
| Глумац        | Улога           |
| ------------- | --------------- |
| Наташа Лион   | Нађа Вулвоков   |
| Грета Ли      | Максин          |
| Јул Васкез    | Џон Рејес       |
| Елизабет Ешли | Рут Бренер      |
| Чарли Барнет  | Алан Завери     |
| Клои Севињи   | Ленора Вулвоков |

## Епизоде

### Преглед серије
| Сезона | Сезона | Епизоде | Епизоде | Оригинална објава | Оригинална објава |
| ------ | ------ | ------- | ------- | ----------------- | ----------------- |
|        | 1.     | 8       | 8       | 1. фебруар 2019.  | 1. фебруар 2019.  |
|        | 2.     | 7       | 7       | 20. април 2022.   | 20. април 2022.   |

### 1. сезона (2019)
| Бр. еп. (укупно) | Бр. еп. (у сезони) | Наслов                        | Редитељ       | Сценариста                       | Премијера        |
| ---------------- | ------------------ | ----------------------------- | ------------- | -------------------------------- | ---------------- |
| 1                | 1                  | Ништа на овом свету није лако | Лесли Хедланд | Лесли Хедланд                    | 1. фебруар 2019. |
| 2                | 2                  | Велики бег                    | Лесли Хедланд | Наташа Лион и Ејми Полер         | 1. фебруар 2019. |
| 3                | 3                  | Топло тело                    | Лесли Хедланд | Алисон Силверман                 | 1. фебруар 2019. |
| 4                | 4                  | Аланова рутина                | Џејми Бабит   | Чироко Данлап и Лесли Хедланд    | 1. фебруар 2019. |
| 5                | 5                  | Комплекс супериорности        | Џејми Бабит   | Џослин Бајо                      | 1. фебруар 2019. |
| 6                | 6                  | Одраз                         | Џејми Бабит   | Флора Бирнбаум                   | 1. фебруар 2019. |
| 7                | 7                  | Излаз                         | Лесли Хедланд | Алисон Силверман и Лесли Хедланд | 1. фебруар 2019. |
| 8                | 8                  | Аријадна                      | Наташа Лион   | Наташа Лион                      | 1. фебруар 2019. |

### 2. сезона (2022)
| Бр. еп. (укупно) | Бр. еп. (у сезони) | Наслов                | Редитељ     | Сценариста                           | Премијера       |
| ---------------- | ------------------ | --------------------- | ----------- | ------------------------------------ | --------------- |
| 9                | 1                  | Ново време            | Наташа Лион | Наташа Лион                          | 20. април 2022. |
| 10               | 2                  | Дете Кони Ајланда     | Алекс Буоно | Алисон Силверман и Закија Александер | 20. април 2022. |
| 11               | 3                  | Одлив мозгова         | Наташа Лион | Наташа Лион и Алис Ђу                | 20. април 2022. |
| 12               | 4                  | Од станице до станице | Алекс Буоно | Алис Ђу, Лизи Роуз и Наташа Лион     | 20. април 2022. |
| 13               | 5                  | Врхунски леш          | Алекс Буоно | Алисон Силверман                     | 20. април 2022. |
| 14               | 6                  | Шредингерова Рут      | Алекс Буоно | Чироко Данлап                        | 20. април 2022. |
| 15               | 7                  | Матрјошка             | Наташа Лион | Наташа Лион и Алис Ђу                | 20. април 2022. |